# Cedar Creek Township (comté de Wayne, Missouri)
Pour les articles homonymes, voir Cedar Creek (homonymie).
Cedar Creek Township est un township inactif, situé dans le comté de Wayne, dans le Missouri, aux États-Unis,.
Le township est baptisé en référence à un cours d'eau du même nom, situé dans ses frontières.

### Source de la traduction
- (en) Cet article est partiellement ou en totalité issu de l’article de Wikipédia en anglais intitulé « Cedar Creek Township, Wayne County, Missouri » (voir la liste des auteurs).